# Nameless – Total Terminator
Nameless – Total Terminator (Originaltitel: Timebomb) ist ein US-amerikanischer Science-Fiction-Thriller aus dem Jahr 1991 von Avi Nesher, in der Michael Biehn und Patsy Kensit die Hauptrollen spielen. Der Film startete in Deutschland im Januar 1992 auf Video.

## Handlung
Der Uhrmacher Eddie Kay rettet eine Familie aus einem brennenden Haus. Colonel Taylor sieht den für ihn Totgeglaubten in den Nachrichten und will ihn mit Hilfe von Handlangern töten aus Furcht er könnte sich eines Tages an sein vergangenes Leben erinnern.
Eddie denkt seit dem Rettungseinsatz, jemand möchte ihn töten, und hat Albträume. Er lässt sich bei Dr. Anna Nolmar psychiatrisch behandeln. Sie entdeckt, dass Eddie unter der Führung von Colonel Taylor vor Jahren als CIA-Killer, ein „Total Terminator“, ausgebildet wurde, aber sich daran nicht mehr erinnern kann. Er lebt unter der falschen Identität, denn der wahre Eddie Kay lebt nicht mehr.
Die Anschläge auf Eddie Leben mehren sich und Eddie tötet einige der Angreifer. Sie wollen auch die Psychiaterin töten, damit sie nicht redet, da dieses Programm innerhalb der CIA illegal war. Während sie um ihr Überleben kämpfen, verlieben sie sich. Schließlich entdecken sie in ihren Untersuchungen, dass diese Killer im Auftrag von Colonel Taylor den Generalstaatsanwalt töten wollen, weil er im Begriff ist, das alles zu entdecken und sie nicht riskieren können, dass er sich schon vorher an alles erinnert und ihn mit der Psychiaterin aufsucht. Ein Wettlauf mit der Zeit beginnt, um ihn zu retten.

## Kritiken
- „Kino.de“: „Recht aufwendig zubereiteter Spannungscocktail aus Science Fiction und Agentenstory, der mit einer Vielzahl exzellenter Stunts und wüster Schießereien auftrumpft. Schon die pure Anhäufung wird Actionfans begeistern. Da der gefechtsintensive Thriller auch noch eine interessante Story serviert, die deutlich von Hitchcocks Klassiker „Ich kämpfe um dich“ […] inspiriert ist“[1]
- Die Kritiker der Fernsehzeitschrift TV Spielfilm fanden, „Michael Biehn bekämpfte 1984 im ‚Terminator‘ die Kampfmaschine Arnold Schwarzenegger. Hier aber ist er das Opfer einer hanebüchenen Story.“ Der Film sei „bizarr und unlogisch, aber auch spannend“.[2]
- „Haikos Filmlexikon“: „Ziemlich dünnes, übles, langweiliges Machwerk ohne Special Effects.“[3]
- Lexikon des internationalen Films: „Mit einigem Aufwand gefertigte Mischung aus Science-Fiction-Film und Polit-Thriller, die erhebliche Ansprüche an die Gutgläubigkeit stellt. Dank solide inszenierter Actionszenen ausreichend spannend.“[4]

## Auszeichnungen
- 1992: Special Jury Award von dem Avoriaz Fantastic Film Festival für Avi Nesher

## Weiterführende Hinweise
Die Produzenten wollten zuerst für Eddies Rolle Jean-Claude Van Damme oder Chuck Norris engagieren.  Drehort war Valencia, Kalifornien. Das Einspielergebnis in den US-Kinos war 64.562 Dollar.